# Munkarps jär
Munkarps jär är ett naturreservat i Höörs kommun granne till naturreservatet Munkarps fälad
Reservatet består av en bok- och ekbevuxen rullstensås i södra kanten av Munkarps by. Reservatet avsattes då rullstensåsen hotades av att bli en grustäkt.

## Vägbeskrivning
Munkarps jär ligger i södra kanten av Munkarp som ligger vid riksväg 13 cirka 6 km väster om Höör.